# Montornès del Vallès
Montornès del Vallès est une commune de la comarque du Vallès Oriental dans la province de Barcelone en Catalogne (Espagne).

## Économie
L'industrie y est dense et assez variée.
La chimie prédomine :
- Henkel/Ecolab possède une importante usine et un centre logistique ;
- Lucta fabrique des arômes pour l'alimentation humaine, des fragrances pour l'hygiène et la cosmétique ainsi que des compléments alimentaires pour animaux ;
- Repsol Butano y possède un centre emplisseur avec un important stockage de gaz en réservoirs ;
- Sumitomo Bakelite fabrique des résines et des matières plastiques ;
- Stenco Industrial fabrique des produits de traitement de l'eau.